# Alpanseque
Alpanseque és un municipi espanyol ubicat a la província de Sòria, dins la comunitat autònoma de Castella i Lleó.

## Demografia
| Any      | 1900 | 1910 | 1920 | 1930 | 1940 | 1950 | 1960 | 1970 | 1980 | 1990 | 2000 |
| Població | 375  | 397  | 362  | 388  | 405  | 353  | 293  | 152  | 186  | 158  | 105  |